# Gymnogramma lanata
Gymnogramma lanata là một loài dương xỉ trong họ Pteridaceae. Loài này được Klotzsch in A.Braun mô tả khoa học đầu tiên.
Danh pháp khoa học của loài này chưa được làm sáng tỏ. 